# 内宿駅
内宿駅（うちじゅくえき）は、埼玉県北足立郡伊奈町内宿台三丁目にある、埼玉新都市交通伊奈線（ニューシャトル）の駅。同線の終点である。駅番号はNS13。

## 歴史
- 1990年（平成2年）8月22日 - 開業[2][3]。用地取得問題により全線開業は大宮駅 - 羽貫駅間の開業から遅れる（詳細は路線項目を参照）[2][3]。なお、計画段階の駅名は「小針」を予定していた。
- 2007年（平成19年）
  - 3月18日 - ICカードSuica供用開始[2]。
  - 12月12日 - エレベーター設置。
- 2010年（平成22年）7月17日 - 伊奈土地区画整理事業の換地処分が前日に行われたことに伴い、町名地番変更が行われ、駅の所在地が内宿台三丁目に変更される[4]。

## 駅構造
島式ホーム1面2線の高架駅。1階には自動券売機、改札口（簡易Suica改札機併設）、売店兼駅窓口がある。Suicaチャージ専用機も設置してあるが、常にシャッターが閉じているため、使用することはできない。
改札内コンコースとホームの間には、エレベーターが設置されている。

### のりば
| 番線 | 路線                     | 行先     |
| ---- | ------------------------ | -------- |
| 1・2 | 伊奈線（ニューシャトル） | 大宮方面 |

- 1番線発の列車は2022年3月12日のダイヤ改正時点で平日7 - 8時台の4本、全日14 - 15時台の2本のみで、それ以外の列車はすべて2番線発である[6]。

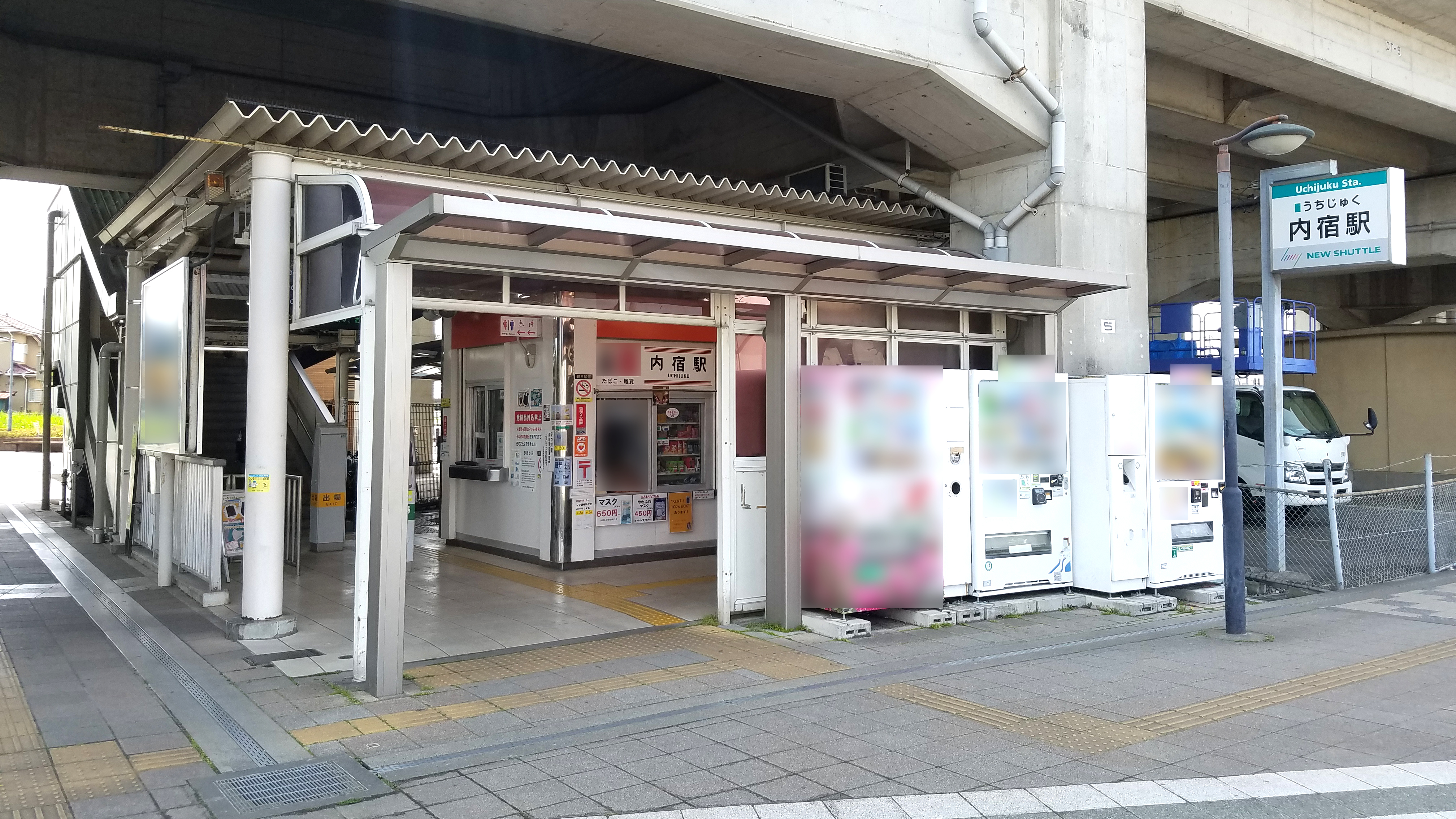
駅入口（2021年5月）
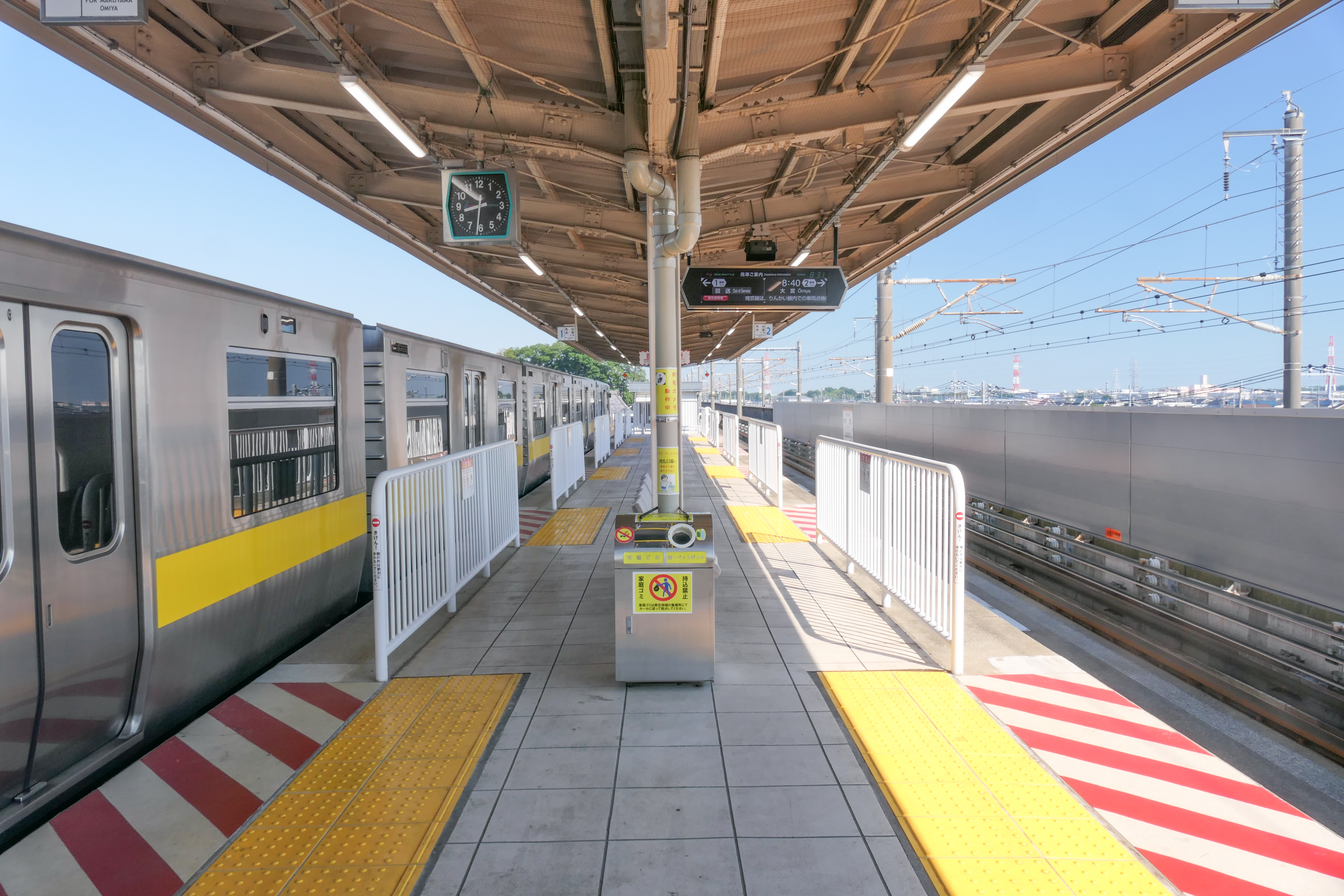
ホーム（2022年7月）
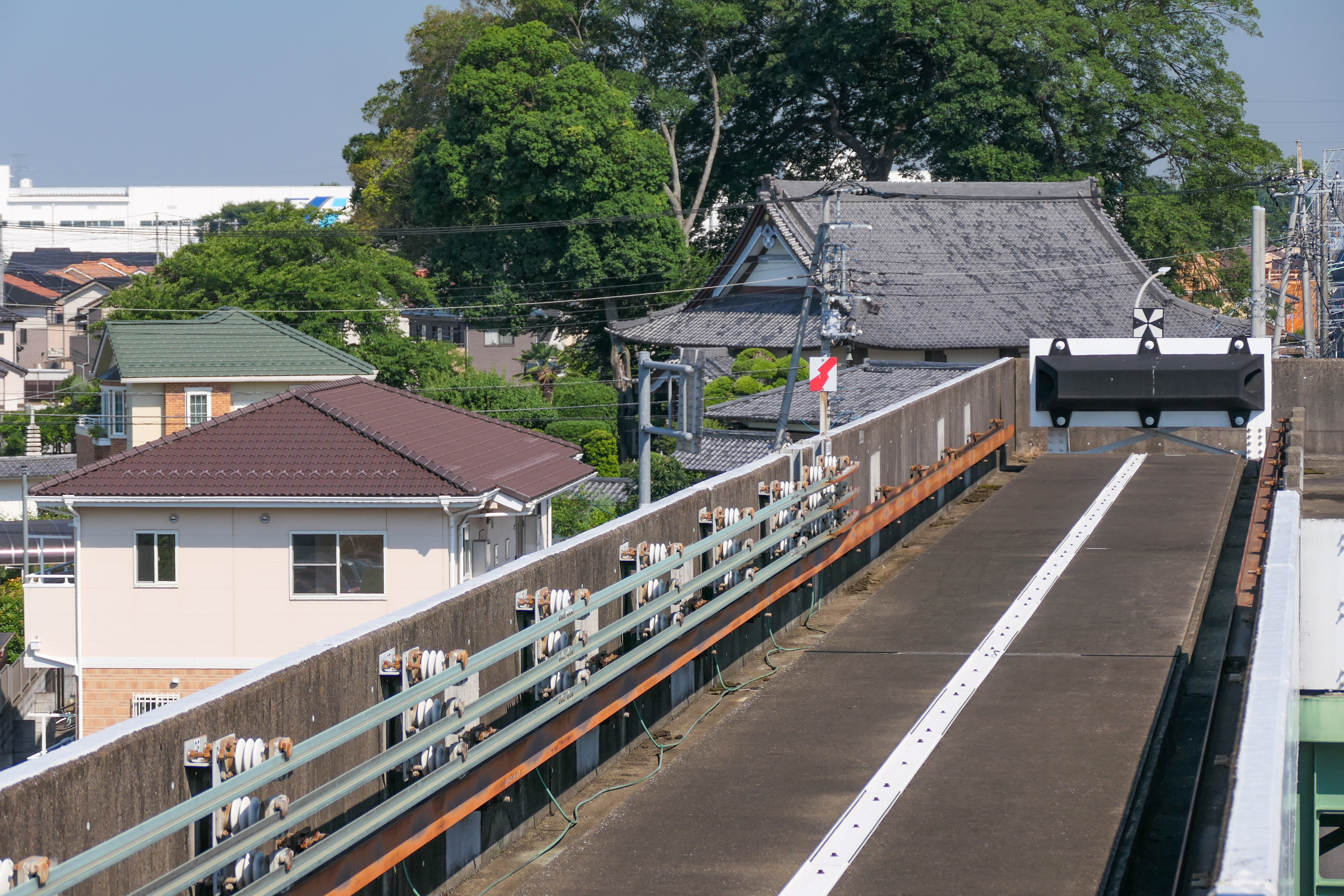
駅先端の車止め（2022年7月）

## 利用状況
2021年度の1日平均乗降人員は4,283人である。
開業以降の1日平均乗降人員は下表のとおりである。
| 年度               | 1日平均 乗降人員 |
| ------------------ | ---------------- |
| 1990年（平成02年） | 935              |
| 1991年（平成03年） | 1,075            |
| 1992年（平成04年） | 1,209            |
| 1993年（平成05年） | 1,395            |
| 1994年（平成06年） | 1,476            |
| 1995年（平成07年） | 1,504            |
| 1996年（平成08年） | 1,595            |
| 1997年（平成09年） | 1,724            |
| 1998年（平成10年） | 1,787            |
| 1999年（平成11年） | 1,866            |
| 2000年（平成12年） | 2,095            |
| 2001年（平成13年） | 2,183            |
| 2002年（平成14年） | 2,245            |
| 2003年（平成15年） | 2,326            |
| 2004年（平成16年） | 2,454            |
| 2005年（平成17年） | 2,754            |
| 2006年（平成18年） | 3,105            |
| 2007年（平成19年） | 3,413            |
| 2008年（平成20年） | 3,739            |
| 2009年（平成21年） | 3,873            |
| 2010年（平成22年） | 3,985            |
| 2011年（平成23年） | 4,143            |
| 2012年（平成24年） | 4,251            |
| 2013年（平成25年） | 4,333            |
| 2014年（平成26年） | 4,437            |
| 2015年（平成27年） | 4,606            |
| 2016年（平成28年） | 4,667            |
| 2017年（平成29年） | 4,778            |
| 2018年（平成30年） | 4,962            |
| 2019年（令和元年） | 5,151            |
| 2020年（令和02年） | 3,890            |
| 2021年（令和03年） | 4,283            |

## 駅周辺
埼玉県によって行われた伊奈特定土地区画整理事業で造成された内宿台地区や西小針地区があり、駅を中心に住宅街が広がる。駅前は更地のままの部分も多かったが開発が進んだ。駅前は2004年に区画整理の一環で整備が行われ、ロータリー設置、公衆トイレの改築、ベンチなどの設置が行われた。ロータリーには伊奈町循環バス「いなまる」北循環の停留所がある。
西側
- 西光寺

東側
- 伊奈町立小針北小学校
- 伊奈町町制記念公園
  - 公園内に「バラ園」があることで、周辺市町からも来園者が多い。伊奈町は「バラの町・伊奈」を自称している。
- 埼玉県県民活動総合センター（当駅より無料送迎バスあり。羽貫駅経由のバスは廃止された。）

## 路線バス
| 乗り場 | 系統                          | 主要経由地                               | 行先         | 運行会社       | 備考     |
| ------ | ----------------------------- | ---------------------------------------- | ------------ | -------------- | -------- |
| 内宿駅 | 2                             | 県民活動センター                         | 伊奈学園     | 丸建つばさ交通 | 平日のみ |
| 内宿駅 | 2                             | 倉田                                     | 桶川駅東口   | 丸建つばさ交通 | 平日のみ |
| 内宿駅 | 伊奈町循環バスいなまる 北循環 | 新宿新田・羽貫駅・伊奈中央駅・伊奈町役場 | 総合センター | 協同バス       |          |

## 隣の駅
埼玉新都市交通
 伊奈線（ニューシャトル）
羽貫駅 (NS12) - 内宿駅 (NS13)